# Chiridota discolor
Chiridota discolor is een zeekomkommer uit de familie Chiridotidae.
De wetenschappelijke naam van de soort werd in 1829 gepubliceerd door Johann Friedrich von Eschscholtz.